# Robot Rock
"Robot Rock" é o primeiro single do álbum Human After All de 2005 de Daft Punk. Apesar do single ter alcançado posições moderadamente altas em paradas de sucesso, muitos críticos acharam a música muito repetitiva. Contém samples de "Release the Beast" da banda Breakwater.
A música aparece no jogo DJ Hero, mixada com "We Will Rock You" da banda Queen, e é chamada "We Will (Robot) Rock You".